# Inspur
Inspur (полное название Inspur Group Co., Ltd., кит. 浪潮, ранее Langchao) — китайская компания с государственным участием, работающая в области информационных технологий, штаб-квартира которой расположена в Цзинань (Шаньдун, Китай). Основные направления деятельности Inspur: производство компьютерных серверов и программного обеспечения, создание ЦОД, облачные вычисления. Заводы компании расположены Китае и Венесуэле. Inspur также выполняет заказы компаний из США и Японии.
У Inspur Group три дочерние компании: Inspur Information, Inspur Software и Inspur International.
Inspur является 268 компанией из 500 крупнейших компаний Китая; по оценке Gartner крупнейший производитель серверов в Китае (5-й в мире производитель по количеству серверов). Компания имеет 39 региональных представительств в различных странах..

## История
На 2000 год Inspur была небольшой компанией в Шаньдуне, вела деятельность в северном Китае. Позже компания перенесла отдел маркетинга в Пекин, и расширила свои рынки до уровня всей страны.
В 2005 году сообщалось, что Microsoft инвестировала в компанию 20 миллионов долларов США. 18 апреля 2006 года компания сменила название с «Langchao» на «Inspur» в надежде увеличить зарубежные продажи на 30 % к 2010 году.
Inspur заключила несколько соглашений с разработчиком систем виртуализации VMware по исследованию и разработке технологий для облачных вычислений.
В августе 2009 Inspur приобрела подразделение по исследованиям и разработкам компании Qimonda AG за 30 миллионов юаней (около 4 млн долларов). В этом подразделении разрабатывались различные продукты DRAM.
Inspur участвовала в производстве печатных плат, установке и тестировании китайского суперкомпьютера Tianhe-2, который был представлен в июне 2013 года и стал наиболее мощным суперкомпьютером в мире (по версии рейтинга TOP500 на базе теста Linpack). Кластер был запущен на несколько лет ранее изначальных планов, он состоял из 32 тысяч процессоров Xeon и 48 тысяч сопроцессоров Xeon Phi. Производительность суперкомпьютера составила 33.8 петафлопс на тесте Linpack, что в два раза больше, чем у предыдущего лидера рейтинга, суперкомпьютера Titan, расположенного в Oak Ridge National Laboratory (США). На 2015 год было запланировано увеличение системы в два раза, однако, чиновники министерства торговли США уведомили Intel о необходимости получения экспортной лицензий для поставок оборудования компании Inspur, а затем отказали в выдаче такой лицензии.
За 2013 год компанией было зарегистрировано 1002 патента (в том числе 602 патента на изобретения). 170 патентов относились к области облачных вычислений.
В июне 2014 года из-за соображений безопасности несколько китайских компаний рассматривали переход с серверов IBM на платформу Inspur «Tiansuo K1» в качестве предпочитаемых серверов. Inspur инициировала рекламную кампанию со слоганом I2I, в которой разъясняла возможности по замене продукции IBM на свои сервера. В августе IBM заявила о сотрудничестве с Inspur.
С лета 2014 года Inspur начала активную работу на российском рынке, в частности её заказчиком стал НИИ Восход: 14 октября было заключено соглашение о поставках серверов на сумму до 225 млн долларов. В конце 2014 года системный интегратор Ай-теко установил сервер Inspur TS K1 (64 процессора Itanium, 384 ядра) в одном из крупнейших российских ЦОД «Трастинфо». В 2015 году количество дистрибьюторов Inspur в России выросло до четырёх.